# 뵈브 클리코
뵈브 클리코 퐁사르당(Veuve Clicquot Ponsardin)은 1772년에 설립되어 랭스에 기반을 둔 샴페인 하우스이다. 가장 큰 샴페인 하우스 중 하나이다. 클리코 부인은 1810년에 최초로 알려진 빈티지 샴페인을 만들고, 1816년에는 샴페인을 투명하게 하기 위한 레뮈아주 테이블 공정을 발명하는 등 주요 혁신을 이룬 것으로 평가받는다. 1818년에는 스틸 적포도주와 백포도주를 혼합하여 최초로 알려진 블렌드 로제 샴페인을 발명했다. 이 공정은 현재 대부분의 샴페인 생산자들이 여전히 사용하고 있다.
나폴레옹 전쟁 기간 동안 클리코 부인은 유럽 전역, 특히 러시아 제국의 왕실에 자신의 포도주를 확고히 자리매김하는 데 큰 진전을 이루었다. 그녀는 샴페인이 유럽 전역의 상류층과 귀족들이 선호하는 음료로 자리 잡는 데 중요한 역할을 했다.
이 회사는 19세기 후반부터 독특한 금색-노란색 레이블을 사용해왔다.
이 회사는 1986년에 루이비통에 인수되었고 (현재는 1987년에 설립된 LVMH의 일부이다) 전 세계적으로 계속 확장하고 있다.

## 역사

### 설립
필리프 클리코는 성공적인 직물 상인이자 은행가였으며, 샴페인 지역에 포도원을 소유하고 있었다. 1772년에 그는 포도주 사업을 시작했다. 그는 빠르게 샴페인 포도주를 해외 시장에 내놓기로 결정했고 곧 고객층을 확장했다. 그의 연간 출하량은 연간 4,000병에서 좋은 해에는 6,000~7,000병에 달했다. 그러나 그는 주요 사업을 직물에 집중했다.
니콜라 퐁사르당도 필리프 클리코와 동시에 성공적인 직물 사업을 운영하고 있었다. 두 사업의 힘을 합치기 위해 퐁사르당 씨와 클리코 씨는 자녀들 간의 결혼을 주선했는데, 이는 당시 흔한 일이었다.
프랑수아 클리코와 바르브-니콜 퐁사르당은 1798년 6월 10일에 결혼했다.
결혼 후 프랑수아 클리코는 공식적으로 아버지의 파트너가 되었고, 7월에 회사 이름은 "클리코-뮈롱 에 필스"로 변경되었다. 1796년 연간 8,000병이었던 판매량은 1804년에 60,000병으로 증가했다. 점차적으로 샴페인 산업과 관련 없는 모든 활동은 중단되었다.
프랑수아 클리코는 회사를 크게 확장하여 성공적인 궤도에 올려놓았다. 그는 또한 새로운 관행인 상업 여행자 고용을 확립했다. 1801년 8월, 프랑수아 클리코는 유럽으로의 긴 여행을 시작했다. 바젤을 지나면서 그는 루이 본을 만났는데, 루이 본은 평생 회사에 충실한 직원이었으며, 멀리 떨어져 있었음에도 클리코 부인에게 귀중한 조언자 역할을 했다.
1801년, 필리프 클리코는 은퇴하고 아들 프랑수아에게 경영권을 넘겼다.
유럽 여러 곳을 여행한 후, 루이 본은 1803년 3월에 랭스로 돌아왔는데, 가장 큰 상인들과 중요한 개인 구매자들의 주문으로 가득 찬 장부를 가지고 있었다. 1804년 여름, 클리코 샴페인 사업이 처음으로 성장하기 시작했다.
1805년 10월, 결혼 7년 만에 프랑수아는 갑자기 장티푸스와 유사한 열병에 걸려 병에 걸렸다. 그는 며칠 후 30세의 나이로 사망했다.
바르브-니콜과 필리프 모두 프랑수아의 죽음으로 황폐해졌고, 필리프 클리코는 회사를 청산할 의사를 밝혔다. 그러나 어린 과부 (프랑스어로 veuve)는 남편의 사업을 인수하기로 결정했고, 프랑스 최초의 사업가 중 한 명이 되었다.

### 바르브-니콜 퐁사르당

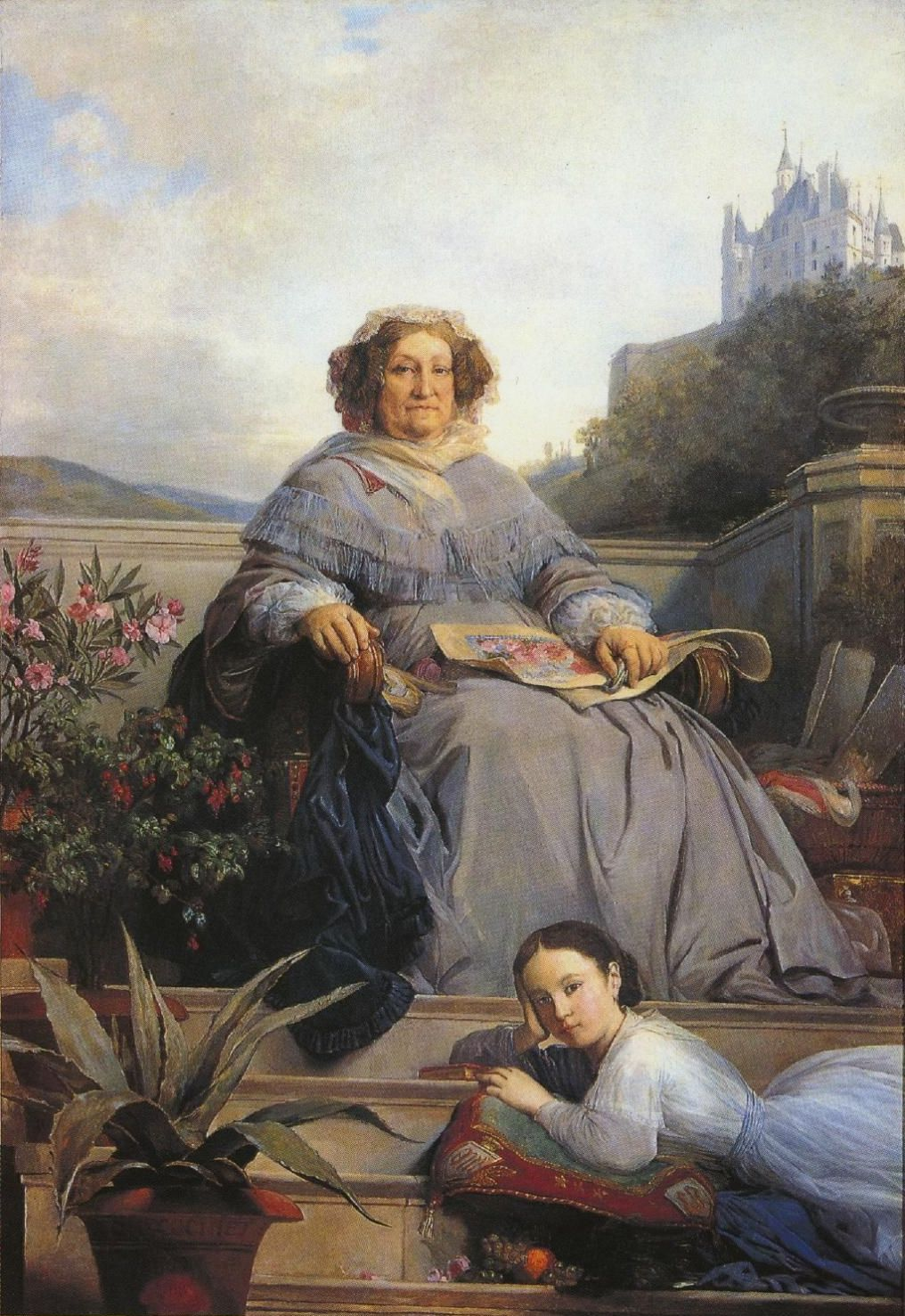
레옹 코니에가 그린 클리코 부인과 그녀의 증손녀 안 드 로슈슈아르-모르트마르의 초상화.

바르브-니콜 퐁사르당은 프랑스 혁명이 일어나기 10년 전인 1777년에 태어났다. 그녀의 어린 시절은 성공적인 직물 제조업자이자 사업과 정치에 모두 관여했던 아버지 니콜라 퐁사르당 남작의 영향을 받았다. 이전에 왕당파였던 그는 군주제에 반대하는 쪽으로 정치적 입장을 바꿨다. 이러한 움직임 덕분에 바르브-니콜의 가족은 혁명의 피해를 입지 않았다.
바르브-니콜이 프랑수아 클리코와 결혼했을 때, 그녀는 21세였다. 1805년 10월 남편이 사망했을 때 그녀는 27세였고 여섯 살 된 딸이자 유일한 자녀인 클레멘틴의 어머니였다.
19세기 초, 프랑스 민법전은 여성의 민사 및 정치적 권리를 부정하여, 남편이나 아버지의 동의 없이는 일하거나, 투표하거나, 돈을 벌거나, 학교와 대학에 입학하는 것을 금지했다. 당시 과부는 프랑스 사회에서 유일하게 자유롭게 자신의 사업을 운영할 수 있는 여성이었다.
프랑수아 클리코의 장례식 한 달 후, 상트페테르부르크에서 랭스로 돌아온 루이 본의 사업 여행 덕분에 1805년 한 해 동안 110,000병의 샴페인이 선적되었는데, 이는 전년도에 비해 거의 두 배에 달하는 수치였다. 클리코 샴페인 사업은 유망했다.
예상과 상당한 반대에도 불구하고, 클리코 과부는 남편의 사업을 인수하기를 원했다. 그녀는 시아버지에게 제안을 했고 그에게 사업을 경영하도록 설득했다. 필리프는 그녀의 제안에 한 가지 조건으로 동의했다. 바르브-니콜은 견습을 거쳐야 했고, 자신이 유능하다는 것을 증명할 수 있다면 직접 사업을 운영할 수 있었다. 바르브-니콜 클리코는 관습을 극복하고 샴페인 하우스를 인수한 최초의 여성이 되었고 최초의 여성 샴페인 생산자가 되었다. 그녀는 포도주 제조업자 알렉상드르 푸르노와 견습 계약을 맺고 포도주 사업을 살리고 성장시키기 위해 노력했다.

### 뵈브 클리코 퐁사르당 하우스
1810년 7월 21일, 바르브-니콜 퐁사르당은 자신의 회사인 "뵈브 클리코-퐁사르당"을 출범시켰다.
바르브-니콜은 생산된 샴페인의 대부분을 프랑스 밖으로 수출했다. 불행하게도 그녀는 해상 봉쇄에 직면하여 포도주를 해외로 보낼 수 없었다. 또한, 러시아의 알렉산드르 1세는 프랑스 제품의 수입을 금지하는 칙령을 발표하여 이전에 수익성이 좋았던 시장을 차단했다.
파산 위기에 직면한 바르브-니콜은 사업상 도박을 감행했다. 그녀는 평화가 돌아오면 경쟁자들보다 먼저 러시아로 샴페인을 보내기로 결정했다. 전쟁의 해상 봉쇄가 상업 해운을 마비시켰을 때, 클리코 부인과 루이 본은 비밀리에 봉쇄를 뚫고 러시아로 보트를 몰래 보내기로 계획했다.
러시아인들은 그녀가 만들던 종류의 샴페인을 좋아했다. 그 샴페인은 오늘날의 단맛 디저트 포도주에 들어있는 설탕의 약 두 배가량의 설탕을 함유한 매우 단 샴페인이었다. 그녀는 나폴레옹의 전쟁이 끝나면 유럽의 왕궁들이 그의 패배를 축하할 것이라는 것을 알고 있었다. 나폴레옹 보나파르트가 엘바섬으로 유배된 후, 영국인과 러시아인 모두 그의 패배를 축하했다.
프랑스 군주국이 복원되자 클리코 부인과 루이 본은 5년 동안 준비했던 계획을 실행에 옮겼다. 1814년, 봉쇄가 풀리자 회사는 네덜란드 화물선 "체스 게브로더스"를 용선하여 쾨니히스베르크로 향하게 했다. 경쟁자들이 여전히 그러한 움직임이 불가능하다고 믿는 동안, 일반적인 혼란을 틈타 10,550병의 뵈브 클리코 샴페인을 러시아 시장에 공급했다. 그 배는 1814년 6월 6일 르아브르를 떠났다. 한편, 러시아는 프랑스 제품 수입 금지 조치를 해제했다. 전체 선적량이 빠르게 판매되었다. 몇 주 후, 또 다른 배가 루앙을 떠나 상트페테르부르크로 향하는 12,780병의 샴페인을 싣고 갔는데, 도착하자마자 모두 판매되었다. 샴페인이 상트페테르부르크에 도착했을 때, 러시아의 미하일 파블로비치 대공, 즉 알렉산드르 1세의 동생은 뵈브 클리코-퐁사르당 샴페인만이 자신이 마실 유일한 종류라고 선언했다. 그의 선호에 대한 소문은 러시아 궁정 전체에 퍼졌다.
1814년은 뵈브 클리코 회사의 역사에서 전환점이었다. 그녀의 "꼬메트 포도주"(혜성 빈티지)로 클리코 부인은 사업을 다시 활성화시켰고, 러시아 사업의 성공 덕분에 뵈브 클리코라는 이름이 하룻밤 사이에 유명해지면서 사업은 다시 활기를 띠기 시작했다. 그녀는 사소한 기업에서 모두에게 알려진 브랜드로 성장했다. 이후 몇 년 동안 러시아는 계속해서 뵈브 클리코 포도주를 구매했다. 판매량은 급증하여 1816년 43,000병에서 1821년 280,000병으로 치솟았고 1870년대까지 증가했다. 2년 안에 클리코 과부는 유명해졌고 국제적으로 유명한 상업 사업의 지휘를 맡게 되었다.
클리코 부인의 지도 아래, 회사는 마지막까지 전적으로 집중하여 큰 성공을 거두었다.
샴페인은 또한 행사를 축하하는 수단이 되었다. 뵈브 클리코는 샴페인을 상류층이 선호하는 음료로 확립하는 데 중요한 역할을 했다. 샴페인은 유럽 법원에서, 그리고 이후에는 부르주아지들 사이에서 축제의 필수 요소가 되었다. 샴페인은 그 후 카바레와 음식점에서 등장하기 시작했다.

### 클리코 부인의 죽음
뵈브 클리코 샴페인의 러시아 판매량은 계속해서 증가했다. 클리코 부인은 영국과 같은 다른 시장에도 진출하기로 결정했다. 회사에 합류한 에두아르 베를레는 중앙유럽 전역을 일련의 여행을 시작했다. 1841년부터 에두아르 베를레가 공식적으로 회사의 대표가 되면서 연간 판매량은 300,000병 아래로 떨어진 적이 없었다. 1850년에는 400,000병을 판매했다.
에두아르와 그의 아들 알프레드는 그 다음 해에 사업을 더욱 발전시켰다. 그들은 새로운 포도원을 인수했고, 1877년에는 포도주에 노란색 레이블을 사용하기 시작했는데, 이는 당시 샴페인에는 특이한 색상이었다. 그들은 이 레이블을 "뵈브 클리코 퐁사르당" 옐로 레이블이라는 상표로 등록했다.
회사가 확장을 계속하는 동안, 클리코 부인은 1866년 7월 29일, 89세의 나이로 부르소 성에서 사망했다.
클리코 부인은 세계 최초의 국제적인 여성 기업가 중 한 명으로 평가받는다. 그녀는 위험한 시기를 헤쳐나가며 회사를 인수하고 이끌어간 최초의 여성이었다. 그녀는 자신의 포도주 사업을 파멸 직전에서 구해내 가장 성공적인 샴페인 하우스 중 하나로 만들었다. 그녀는 또한 샴페인을 전 세계에 퍼뜨렸다.
그녀가 사망했을 때, 판매량은 연간 750,000병에 달했다. 뵈브 클리코는 프랑스에서 전 유럽, 미국, 아시아 등으로 샴페인을 수출하고 있었다. 뵈브 클리코는 상당한 샴페인 하우스이자 존경받는 브랜드가 되었다. 독특한 밝은 노란색 레이블로 쉽게 알아볼 수 있는 이 포도주는 엘리자베스 2세로부터 왕실 영장을 받았다.
대담한 결정으로 샴페인 제국을 건설했기 때문에, 클리코 부인은 동료들로부터 "샹파뉴의 위대한 여인(la grande dame de la Champagne)"이라 불렸다. 전 세계 신문들이 그녀에게 경의를 표했다.
이전에 맺은 계약 조건에 따라 에두아르 베를레는 클리코 부인 자신이 임명한 공식 후계자였으며, 1866년 8월, 새로운 회사인 "베를레 & Cie, 뵈브 클리코-퐁사르당의 후계자"가 설립되었다.
에두아르 베를레의 손녀와 결혼한 베르트랑 드 뮨은 1898년 7월 회사에 합류하여 1902년 파트너가 되었다. 1911년, 드 뮨의 지휘 아래 뵈브 클리코 하우스는 2,000,000병의 판매량을 달성했다. 회사는 1914-18년 전쟁으로 인해 성장이 둔화되었다.

### 제1차 세계 대전 및 제2차 세계 대전
제1차 세계 대전 동안, 뵈브 클리코의 와인셀러는 전쟁으로 황폐해진 샴페인 지역에서 포격으로부터 천 명 이상의 회사 직원과 민간인을 보호했다. 와인셀러는 병원과 채플을 수용했다. 심지어 이곳에서 짧은 연극도 상연되었다. 오늘날 적십자 표지는 축축한 백악 벽에 여전히 병원과 피난처를 나타낸다.
제1차 세계 대전 후, 재건이 시작되었다. 모든 건물이 심하게 손상되었다. 점차 모든 것이 재건되었다.
1932년, 베르트랑 드 뮨은 사위인 베르트랑 드 보그에게 합류했다. 법이 요구하기도 전에, 그들은 직원들에게 휴가, 연금, 의료 서비스, 스포츠 경기장 및 레크리에이션 지역과 같은 혜택을 제공했다. 그 결과, 회사는 1936년 프랑스를 강타한 파업 동안 영업 중단을 겪지 않았다.
1963년, 회사는 "소시에테 아노님" 또는 주식회사로 전환되었다. 베르트랑 드 보그는 회장이 되었고, 그의 아들 알랭이 1972년에 그 직책을 계승했다.
1987년, 루이비통 모엣 헤네시 그룹은 뵈브 클리코를 인수했으며, 현재도 장마르크 갈로가 이끌고 있다.

### 난파된 병
1987년, 미시간주 국무부와 미시간주 자연자원부의 허가를 받고 수중 고고학자 E. 리 스펜스가 이끈 탐험대는 1913년 11월 9일 휴런호에서 난파된 캐나다 증기선 레지나의 난파선에서 여러 상자의 뵈브 클리코 (옐로우 레이블, 드라이) 샴페인을 회수했다. 스펜스는 나중에 여전히 스파클링한 샴페인이 "색상은 상당히 어둡지만 맛은 훌륭했다"고 묘사했다. 난파선 위치는 북위 43°20.24′, 서경 82°26.76′의 약 83피트 수심에 있다. 난파선 위치의 수온은 섭씨 1~18도 (화씨 35~65도) 범위이다.
2010년 7월, 핀란드 다이버 팀이 올란드 제도 해안에서 발트해 밑에서 168병의 샴페인을 발견했다. 병들은 분석을 위해 프랑스로 보내졌다. 그 중 99병은 주글라르로, 46병은 뵈브 클리코로, 그리고 최소 4병은 하이드시크로 확인되었다.
2015년에 포도주를 시음했을 때, 몇 병은 여전히 마실 수 있었고, 깊은 곳의 차갑고 어두운 환경 덕분에 잘 보존되어 있었다.
화학 분석 결과, 현대 샴페인(대부분의 소테른 와인보다 많음)보다 훨씬 높은 수준의 설탕 (150 g/L)을 함유하고 있었으며, 오늘날의 샴페인은 일반적으로 리터당 6~10g 사이이다. 이 높은 설탕 함량은 당시 사람들의 취향, 특히 더 단 포도주를 선호하는 러시아 시장의 특성이었다.
또한 현대 빈티지에 비해 훨씬 높은 수준의 소금, 철, 납, 구리, 그리고 비소를 함유하고 있었다. 비소와 구리는 포도에 사용된 오래된 살충제(보르도액)에서 유래한 것으로 추정된다. 철은 포도주 통에 사용된 못에서, 납은 포도주 양조 장비의 황동 밸브 피팅에서 용출된 것으로 보인다. 현대 샴페인 생산자들은 스테인리스강 통에서 생산된 포도주를 사용하므로 철과 납 수치가 낮다.
2010년 11월 17일, 올란드 제도 지방 정부는 대부분의 병들을 경매에 부칠 것이라고 발표했다. 거의 200년 된 뵈브 클리코 한 병이 역대 가장 비싸게 팔린 샴페인 기록을 깼다. 2011년, 한 입찰자가 발트해에서 발견된 그 병 중 하나에 3만 유로를 지불했다.
그 결과, 2014년에 이 회사는 300병의 샴페인과 50병의 매그넘을 난파선과 정확히 같은 위치에 잠수시켜 육상에서와 다르게 숙성되는지 여부를 연구했다. 이 샴페인은 40년 후에 회수되어 같은 깊이에서 지하 숙성된 다른 샴페인 세트와 비교될 예정이다.

### 가장 오래된 병
2008년 7월, 스코틀랜드 멀섬의 토로세이 성에 있는 사이드보드 안에서 개봉되지 않은 뵈브 클리코 병이 발견되었다. 1893년 병은 암실에 보관되어 최상의 상태였다. 현재 랭스에 있는 뵈브 클리코 퐁사르당 방문자 센터에 전시되어 있으며, 값으로 매길 수 없는 것으로 평가된다. 이 병은 뵈브 클리코 하우스 컬렉션에 보관된 노란색 레이블을 가진 가장 오래된 병이다.
2001년, 세실 본느퐁은 창업주 과부 이래 뵈브 클리코의 첫 여성 회장이 되었다.

## 포도주 양조

### 크라예르

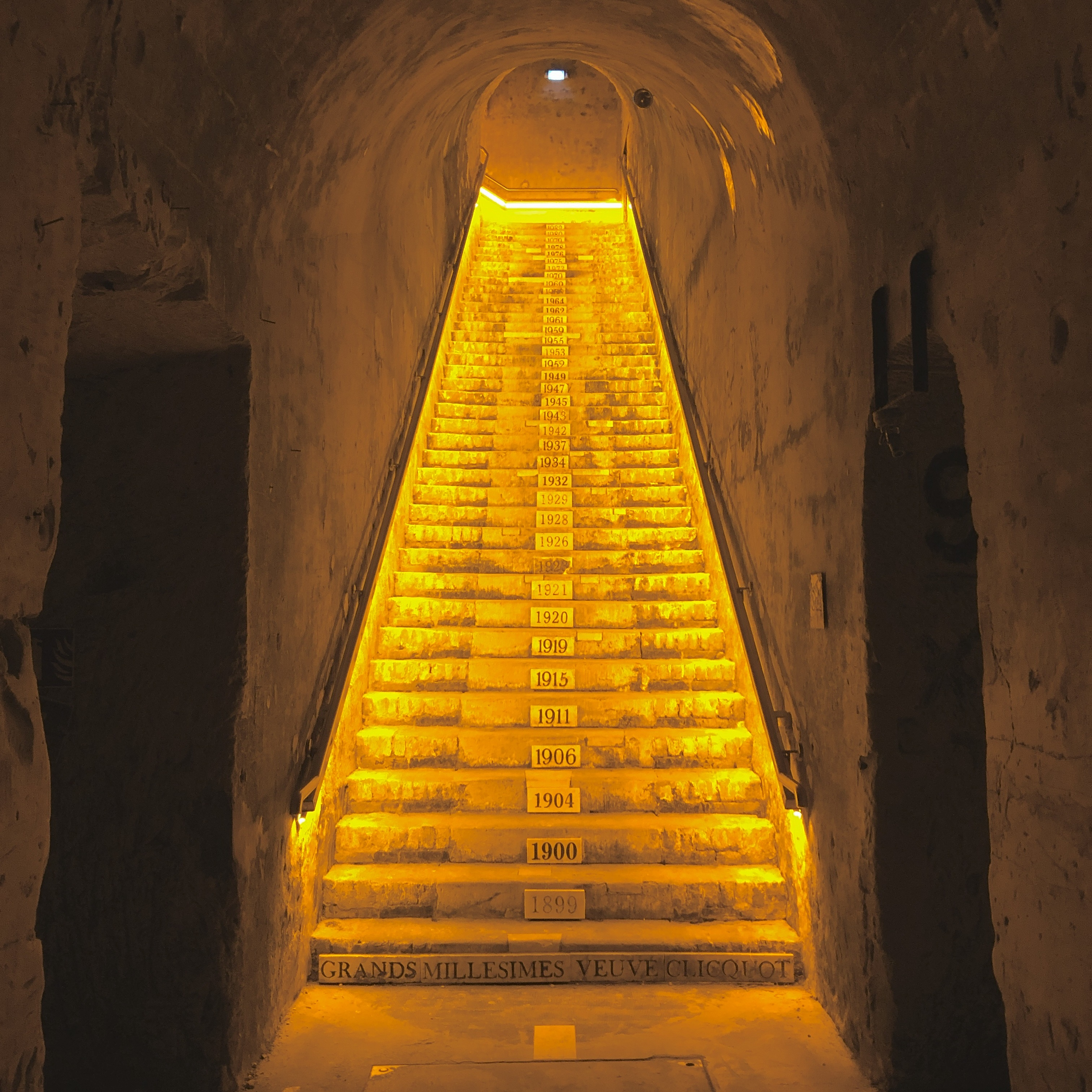
뵈브 클리코 와인셀러에서 올라오는 계단. 연도별로 그랑 밀레짐(뛰어난 빈티지)이 오름차순으로 표시되어 있다

뵈브 클리코 와인셀러의 가장 오래된 부분(크라예르)은 원래 백악 채석장이었다. 뵈브 클리코의 크라예르는 중세 시대에 만들어졌으며 지하 약 55~65피트(약 16~20m)에 위치한다. 이들은 일렬로 늘어뜨리면 12마일(약 19km) 이상 뻗어 나갈 수 있다. 백악 벽은 포도주 숙성을 위해 일정한 온도(약 9°C)와 습도를 유지해준다. 20세기 초, 이 회사는 예술가 앙드레 나블레에게 와인셀러 벽에 부조를 디자인하도록 의뢰했다.
뵈브 클리코의 백악 채석장은 상 르미 드 랭스 성당 아래에 위치하며 유네스코 세계유산 지위를 부여받았다.

### 포도원
최초의 포도원은 베르지와 베르네제이 근처에 있는 필리프 클리코 소유였다. 두 번째 포도원은 1804년 프랑수아 클리코가 할머니 뮈롱으로부터 상속받은 "부지 포도원"이었다. 이 두 포도원은 클리코 부인이 구매하여 확장되었다. 그리하여 그녀는 부지, 베르네제이, 베르지 주변에 99 에이커 (40 ha)의 고품질 포도밭을 소유하게 되었다.
자신의 포도원을 조성할 때, 그녀는 나중에 "에셸 데 크뤼"에서 100%로 분류될 토지(부지, 베르제네이, 베르지)의 포도나무만을 구매했다. 그녀의 포도주 품질에 대해 질문받았을 때, 그녀는 "우리는 단 하나의 품질, 즉 최고 품질만을 가지고 있습니다"라고 답했다. 이것이 회사의 모토로 남아 있다.
클리코 부인이 회사를 맡았을 때, 그녀는 포도원에서 가능한 한 많은 시간을 보냈다. 그녀는 회사의 대표였음에도 불구하고 포도주 양조 기술에 전념했다.

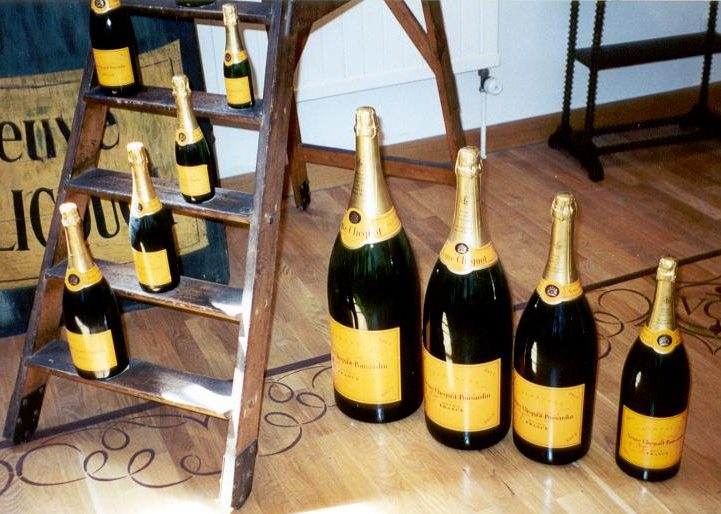
뵈브 클리코 병의 크기. "발타자르"(12 L)부터 "피콜로"(0.188 L)까지 다양하다.

1872년과 1873년 사이에 알프레드 베를레는 르 메닐에서 99 에이커 (40 ha)를 인수하고 부지 포도원을 30 에이커 (12 ha) 확장했다. 단 1년 만에 그는 회사가 한 세기 동안 축적해온 포도원 소유지를 두 배로 늘렸다. 알프레드는 1884년에 인수 프로그램을 강화하여 총 123 에이커 (50 ha)를 구매했다. 그는 또한 유제스 공작부인의 포도원을 구매하여 클리코 부인으로부터 상속받았던 포도나무를 회사 소유로 되돌려놓았다.
뵈브 클리코 포도원을 확장하려는 정책은 베르트랑 드 뭄에 의해 계속되었다. 마지막 인수는 1967년에서 1975년 사이에 생티에리에서 61에이커를 구매한 것이었다.
이 하우스는 현재 971 에이커 (393 ha)의 포도원을 소유하고 있으며, "에셸 데 크뤼" 등급에서 평균 71%의 등급을 받았다. 뵈브 클리코 포도원의 55%는 그랑 크뤼로, 40%는 프리미에 크뤼로 분류된다. 이 포도원은 샤르도네 50%, 피노 누아르 45%, 뫼니에 5%로 식재되어 있다.
이 회사는 또한 400여 개의 다른 공급업체로부터 포도를 구매하는데, 이들 중 일부는 에두아르 베를레에게 수확물을 판매했던 포도 재배자들의 후손이다.

### 혁신
자연적인 거품은 포도에 있는 설탕과 효모에 의해 생성된다. 이 두 요소의 상호 작용은 다양한 양의 거품을 가진 이산화 탄소를 생성한다. 19세기에는 두 번째 발효를 유발하기 위해 완성된 블렌드에 설탕이나 효모를 첨가하지 않았다. 현대 샴페인 제조에서는 두 번의 발효가 이루어지지만, 당시에는 한 번만 발효가 이루어졌으며, 그 결과 포도주가 선적된 후에도 발효가 계속되는 등 예측할 수 없는 거품이 발생했다.

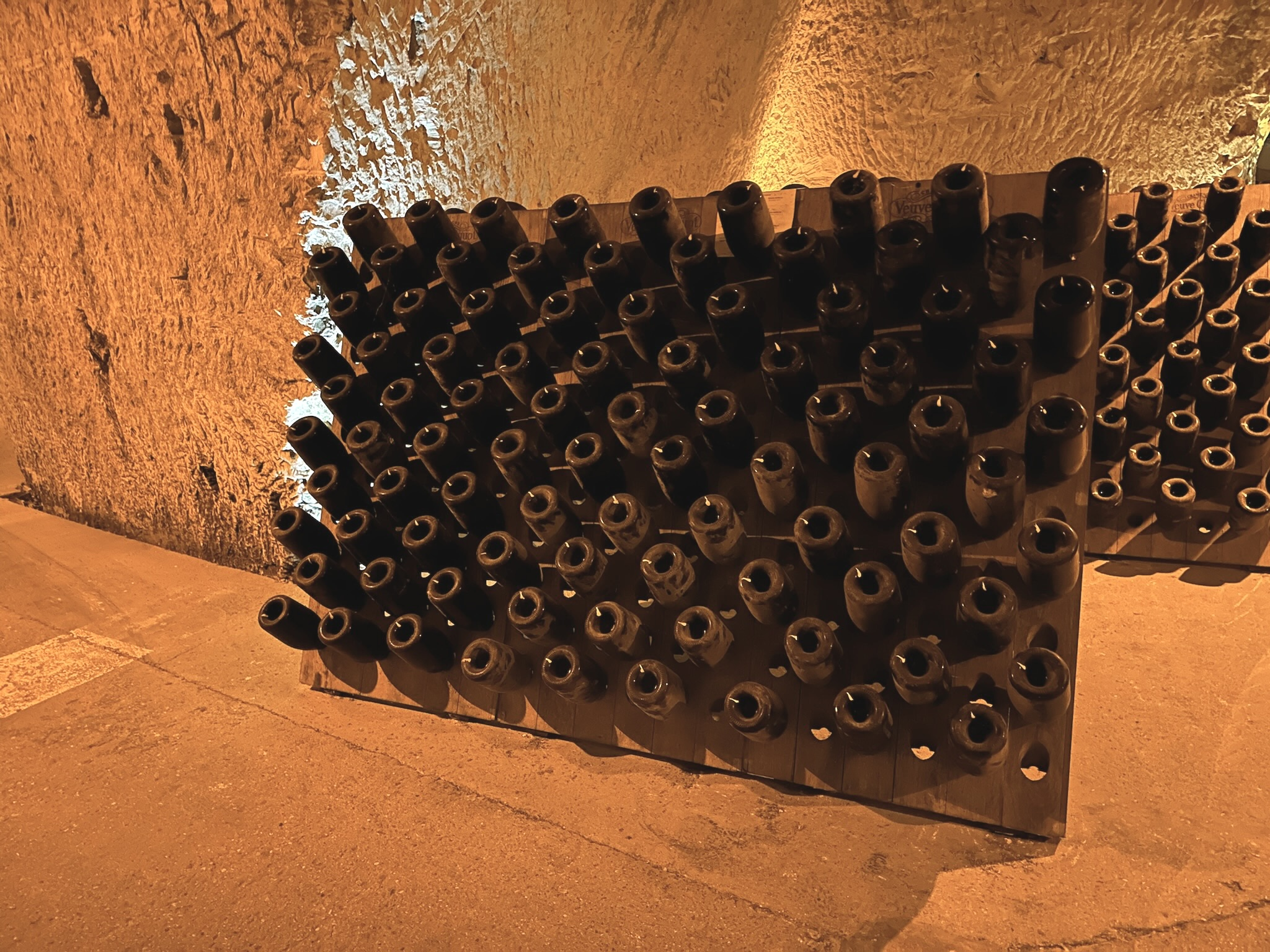
뵈브 클리코 백악 와인셀러의 레뮈아주 랙

효모는 모든 설탕을 소화한 후 죽어 병 속에 퇴적물을 남기고 포도주를 탁하게 만든다. 이를 맑게 하기 위해 샴페인 생산자들은 전통적으로 한 병에서 다른 병으로 포도주를 부어 넣었다. 그러나 이 과정은 시간이 많이 걸리고 포도주를 끊임없이 흔들어 손상시키기 때문에 비효율적이었다.
클리코 부인은 이 문제를 연구하여 해결책을 찾았다. 그녀는 샴페인 취급에 큰 돌파구를 마련하여 대량 생산을 가능하게 한 것으로 평가받는다.
그녀는 저장고 책임자 앙투안 드 뮐러의 도움을 받아 1816년에 레뮈아주 테이블을 발명했다. 이 기술은 샴페인을 탁한 상태에서 수정처럼 맑게 변화시키는 것을 가능하게 한다.
그녀는 와인을 병에서 병으로 옮기는 대신, 같은 병에 와인을 보관하면서 부드럽게 흔들었다. 병을 거꾸로 놓아 효모가 병목에 모이도록 했다.
원형 구멍이 뚫린 나무 책상처럼 생긴 랙은 포도주 병을 수직으로 또는 거꾸로 세울 수 있게 했다. 6주에서 8주 동안 저장고 보조원은 병을 부드럽게 흔들고 돌리면서(레뮈아주), 매일 4분의 1씩 회전시켜 점진적인 역전을 통해 퇴적물을 병목으로 모이게 했다. 이 작업이 완료되면 코르크를 조심스럽게 제거하고, 침전물을 추출한 다음 리큐어 (스틸 포도주와 설탕의 혼합물)를 첨가했다. 이 기술은 수정처럼 맑은 샴페인을 생산하기 위해 완성되었다. 이 방법들은 몇 가지 작은 개선 사항과 함께 오늘날에도 여전히 사용된다.
레뮈아주 랙은 데고르주망 과정을 더욱 효율적이고 경제적으로 만들었다. 샴페인의 품질이 향상되었을 뿐만 아니라, 뵈브 클리코는 더 빠르게 생산할 수 있었고, 전 세계로 대량 수출할 수 있게 되었다. 이는 경쟁사에 비해 결정적인 이점이었다.
뵈브 클리코는 또한 1818년에 최초로 알려진 블렌드 로제 샴페인을 생산한 것으로 평가받는다. 루이나르는 1764년에 엘더베리 주스로 샴페인에 색을 입혀 로제를 판매한 최초의 샴페인 하우스였다. 바르브-니콜은 스틸 적포도주를 스파클링 와인에 첨가하여 로제 샴페인을 생산했다. 오늘날 로제 샴페인은 피노 누아르를 첨가하여 만들어진다. 이 방법은 오늘날에도 로제 샴페인을 생산하는 데 사용된다.

### 과정
다양한 품종의 포도는 손으로 수확한다. 압착 전까지 포도가 온전히 유지되도록 모든 예방 조치를 취한다. 압착 후, 즙은 발효조에 넣어 8일 동안 1차 발효를 거친다. 그 다음 블렌딩 기술이 이어진다. 스틸 백포도주와 리저브 와인을 혼합한다.
완성된 블렌드가 준비되면, 최종 알코올 함량을 높이기 위해 선택된 효모와 설탕을 첨가한다. 이것이 두 번째 발효이다. 병들은 시원한 와인셀러에 놓여 천천히 발효되어 알코올과 이산화 탄소를 생성하며, 이는 거품을 만든다. 이 과정은 보통 4~6주가 걸린다. 뵈브 클리코 샴페인은 법적 요구 사항보다 더 오래 숙성된다. 브랜드의 빈티지 샴페인은 5~10년 동안 숙성되며, 최소 30개월 동안 저장된다.
레뮈아주 과정 동안, 침전물은 병목에 퇴적된다. 이는 데고르주망 단계에서 제거된다. 병목은 냉각 용액에 담근다. 그런 다음 병을 열면 최소한의 포도주와 압력 손실로 침전물이 압력에 의해 배출된다. 포도주, 브랜디 및 설탕 혼합물이 첨가되어 와인의 단맛을 조절하여 드라이, 스위트 등으로 만든다. 마지막으로 병은 코르크 마개로 막고, 레이블을 붙이고, 포장하여 배송된다.
이 회사는 2014년에 지속 가능성 인증을 획득했다.

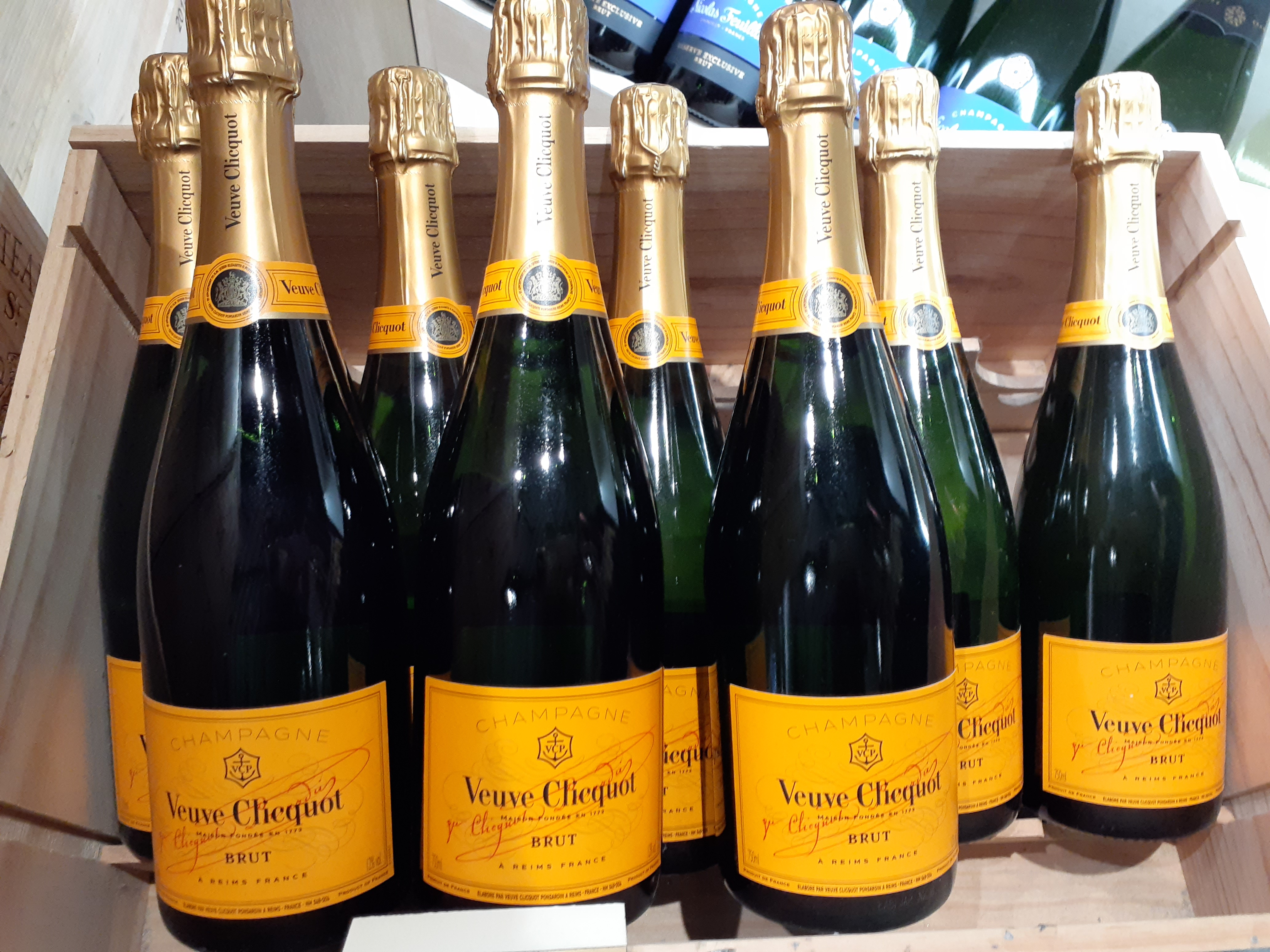
홍콩의 포도주 상점에 진열된 뵈브 클리코 옐로우 레이블 브루트 병들

창립 200주년을 맞아, 1972년에 "라 그랑 담" 뀌베를 출시했다. 이 뀌베는 회사의 최고 그랑 크뤼 포도원에서 생산되며, 피노 누아르와 샤르도네 두 품종을 사용한다. 2008년, 저장고 책임자 도미니크 데마르빌은 피노 누아르 60%, 샤르도네 40%의 블렌드에서 거의 100% 피노 누아르로 전환하기로 결정했다. 뵈브 클리코 옐로우 레이블은 50~60개의 다른 크뤼를 블렌딩한 것으로, 피노 누아르 (50%), 뫼니에 (20%), 샤르도네 (30%)로 구성된다. 이 샴페인은 36개월 동안 숙성된다.
"리치" 샴페인은 2015년 6월에 출시되었다. 3년간의 숙성 끝에 60g의 설탕이 첨가되어 매우 단맛을 낸다. 2017년, 뵈브 클리코는 최초의 울트라-드라이 샴페인인 논-빈티지 "엑스트라 브뤼 엑스트라 올드" 뀌베를 출시했다. 이 샴페인은 낮은 설탕 함량으로 두 번 숙성되었으며, 오직 하우스의 리저브 와인 6가지 다른 빈티지로 블렌딩되었다.

## 경영
- 회장: 장마르크 갈로
- 셀러 마스터: 도미니크 데마르빌[23]

## 커뮤니케이션

### 로고
필리프 클리코가 샴페인을 생산하기 시작했을 때, 그는 단순히 "샴페인 포도주"를 판매했다. 병에는 레이블이 없었다.
그가 사용한 가장 초기의 브랜드는 1798년으로 거슬러 올라간다. 그것은 "클리코-뮈롱 에 필스"라는 의미로 "C.M. & F."라는 이니셜을 담고 있다. 이 이니셜은 희망의 보편적인 상징인 닻 디자인 안에 새겨져 있었고, 코르크에 새겨져 있었다. 그의 병은 금색 점이 박힌 녹색 왁스로 봉인되었다. 이 녹색 왁스는 고객들이 병을 식별할 수 있는 유일한 수단이었다.
1814년, 루이 본은 클리코 부인에게 "예쁜 장식 디자인을 인쇄해 달라"고 요청했다. 이것은 아마 샴페인에 사용된 최초의 레이블 중 하나였을 것이다.
초록색 병 봉인 왁스는 점차 코르크 주위에 감싸는 호일이나 금박으로 대체되었다. 1895년에는 닻 로고와 V.C.P. 이니셜이 새겨진 추가적인 평범한, 광택 또는 광택 처리된 금속 케이지로 덮였다. 1899년에는 포도주 품질에 따라 흰색 또는 노란색 종이 띠가 병목에 추가되었다. 현재의 형태는 4년 후인 1903년에 완성되었다.

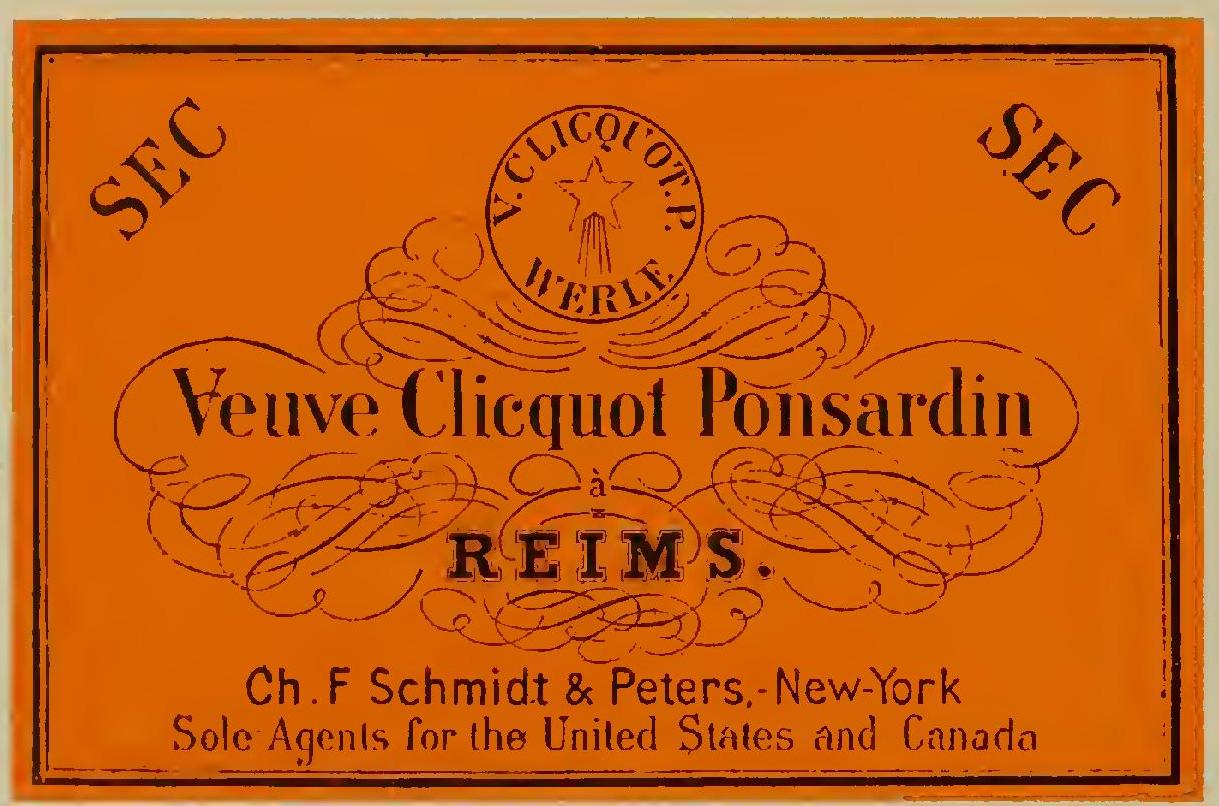
1896년 7월 4일 라치몬트 요트 클럽의 제17회 연례 레가타 광고

### 노란색 레이블
노란색 레이블은 1876년부터 병에 나타나기 시작했다. 이 하우스는 영국 시장에서 단 샴페인과 구분하기 위해 병에 노란색 레이블을 붙였다. 레이블의 색상은 1877년에 공식적으로 상표로 등록되었고, 모든 병으로 사용이 확대되었다. 노란색 레이블의 등장은 설탕 함량이 적은 샴페인에 대한 선호가 증가하는 시기와 일치했다. 1897년, 노란색 레이블은 "브뤼" 샴페인에 채택되었다.

## 스폰서십

### 비즈니스 우먼 어워드
뵈브 클리코 비즈니스 우먼 어워드는 회사의 창립 200주년을 기념하여 1972년 프랑스에서 제정되었다. 이 상은 전 세계의 성공적인 여성 사업가들을 기린다. 여성 기업가를 위한 최초이자 가장 오래된 국제 상이다. 이 상은 가장 뛰어난 여성 비즈니스 리더 중 일부를 인정하고 기업가 정신, 용기, 결단력 및 혁신을 보상한다. 이 상은 현재 영국, 오스트레일리아, 스위스, 스웨덴, 덴마크, 미국, 노르웨이, 일본을 포함한 많은 다른 국가들로 확대되었다.
역대 수상자로는 프랑수아즈 니상, 캐럴린 매컬, 린다 베넷, 아냐 힌드마치, 어니타 로딕, 자하 하디드 및 수잔 라이언스가 있다.
이 브랜드는 또한 25세에서 39세 사이의 여성 사업가들의 성공을 인정하는 뵈브 클리코 뉴 제너레이션 어워드도 주최한다. 이 상은 기업가 정신, 혁신 및 기업의 사회적 책임을 인정한다. 2018년, 인디지털의 설립자 겸 CEO인 미카엘라 제이드가 뵈브 클리코 뉴 제너레이션 어워드의 최신 수상자가 되었다.

### 폴로 클래식

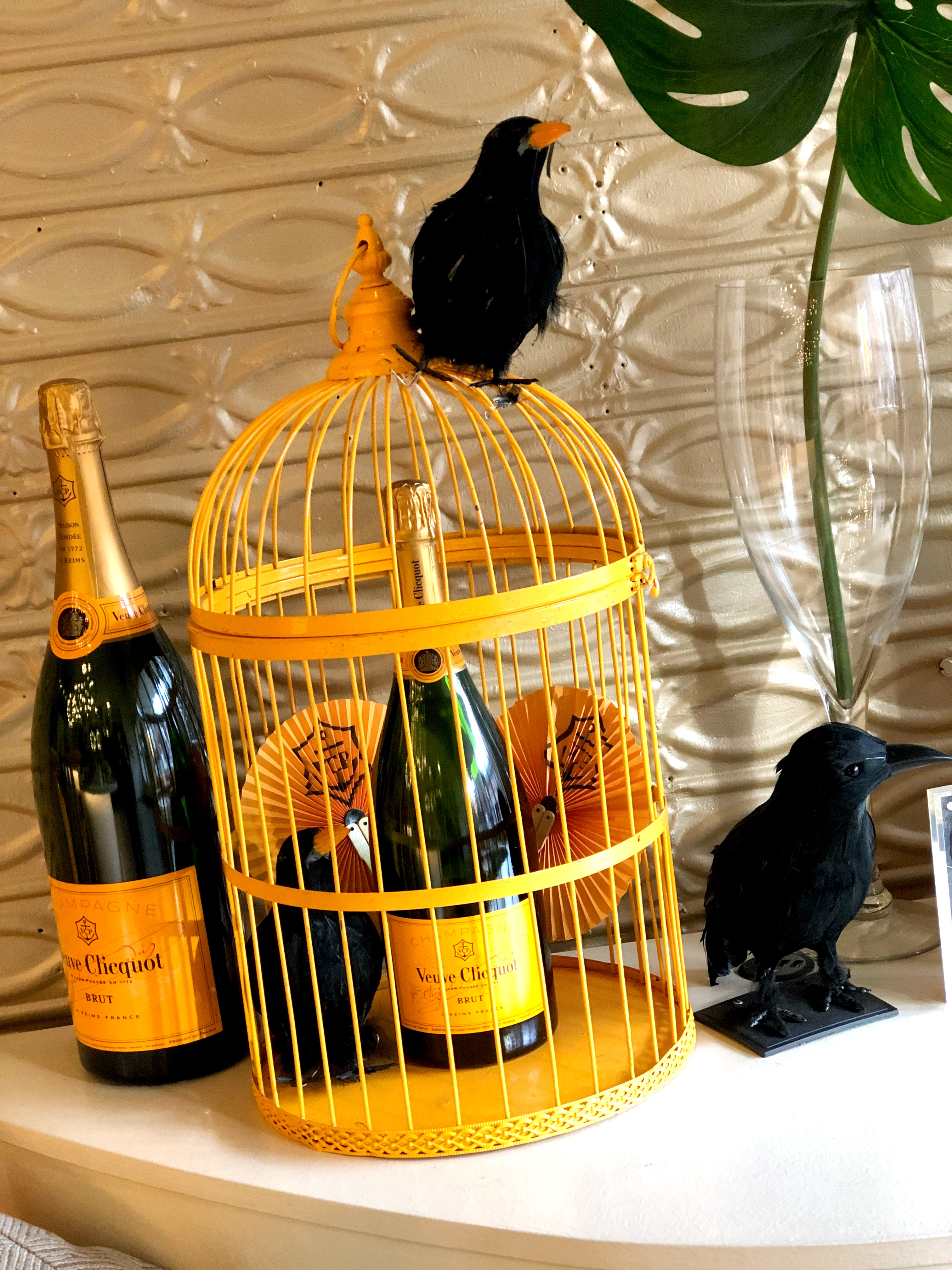
뵈브 클리코 병과 장식. 회사 "옐로우윈" 축하 행사의 일부

2008년부터 뵈브 클리코는 매년 뉴욕 근처의 리버티 주립 공원과 로스앤젤레스의 윌 로저스 주립 역사 공원에서 뵈브 클리코 폴로 클래식을 개최하고 있다.

### 기타 행사
뵈브 클리코는 뵈브 클리코 위도우 시리즈와 2012년부터 매년 마이애미에서 열리는 클리코 인 더 스노우 및 카니발과 같은 여러 행사를 개최한다.

## 대중문화에서
1830년에서 1840년 사이 10년 동안 이 브랜드는 오페레타, 보드빌, 버라이어티 쇼, 리뷰 등에서 여러 차례 언급되었다.
많은 19세기 러시아 소설들은 "클리코스코예"라는 용어를 고급 샴페인의 동의어로 사용했다.
1942년 영화 "카사블랑카"에서 르노 대위(클로드 레인즈 분)는 슈트라서 소령(콘라트 파이트 분)에게 뵈브 클리코를 추천한다.
이언 플레밍의 소설 카지노 로얄에서 샴페인은 두 번 언급된다. 첫 번째는 르 쉬프르와의 바카라 대결 중이고, 두 번째는 나중에 스토리에서 베스퍼 린드와 동행할 때이다.
이 브랜드는 노래에서도 언급된다. 위즈 칼리파는 2010년 앨범 《Rolling Papers》의 노래 "Black and Yellow"에서 "나는 클리코를 마시고 노란 다이아몬드를 흔든다"고 랩한다.
2017년에 픽션 팟캐스트인 《디 아멜리아 프로젝트》가 시작되었다. 이 팟캐스트는 여러 에피소드에서 뵈브 클리코를 많이 다루는데, 주로 에피소드 끝에 인터뷰어와 그의 의뢰인 사이에 그들의 서비스 덕분에 의뢰인의 새로운 삶을 축하하며 건배하는 장면에서 등장한다.
2023년, 헤일리 베넷이 위도우 클리코 영화에서 클리코 부인 역을 맡았고, 이 영화는 토론토 영화제에서 초연되었다. 전국 개봉은 2024년 7월 19일이었다. 이 영화는 "틸라르 J. 마체오의 뉴욕 타임스 베스트셀러 《위도우 클리코: 샴페인 제국의 이야기와 그것을 지배한 여성》을 기반으로 하며", "18세기 후반에 시작된 뵈브 클리코 샴페인 가족과 사업의 실제 이야기"에 초점을 맞추지만, 여러 각색이 가미되었다.

## 같이 보기
- 샴페인
- 샴페인 하우스 목록
- 레뮈아주
- 루이 본, 뵈브 클리코의 판매 대리인